# Контакти Windows
Контакти Windows (англ. Windows Contacts) — менеджер контактів, включений до складу Windows Vista, Windows 7, Windows 8, Windows 10. Він прийшов на зміну Адресної книги Windows, але зберіг більшу частину функціональності і працює з Windows Mail.
У Windows Contacts використовується новий формат на основі схеми XML. Для зберігання інформації, контактів і фотографій використовується файл individual.contact. Контакти Windows мають інтерфейс програмування додатків (API) для інтеграції з іншими програмами та для зберігання інформації користувача. Контакти Windows можуть працювати з форматом .wab і стандартним форматом .vcf (візитна картка), також підтримується формат .csv .

## Особливості
- Контакти Windows реалізовано у вигляді спеціальної папки. Контакти можуть бути збережені у папках та групах.
- Можливе збереження у форматах VCF, CSV, WAB та LDIF.
- Можливе експортування у візитну картку версії 2.1 та формат CSV. Користувачі можуть надіслати візитну картку будь-кому.
- Можливий друк контактів у форматах Memo, Business Card та Phone List.
- Контакти зберігаються у файлах з назвами «Повне ім'я.contact», у папці «Контакти».
- Windows Live People, Windows Live Messenger і Windows Live Mail можуть зберігати свою інформацію в папці «Контакти», якщо знято опцію шифрування у Windows Live Messenger.[1] Якщо контакти в Messenger оновлюються, вони також будуть оновлені у Windows Contacts. Однак ця функція працює лише до Windows Live Messenger 8.5. Синхронізація з Windows Contacts не підтримується у Windows Live Messenger 9.0.
- Контакти Windows являють собою інтерфейс програмування додатків (скор. ІПП) для створення нових контактів, читання та запису в існуючі контакти, додаючи мітки у вигляді URI, також ІПП використовується для синхронізації пристроїв з Контактами Windows.[2][3]

## Помилка імпорту файлів WAB
Існує відома проблема при імпорті файлів адресної книги Windows (*.wab) на інший комп'ютер. Якщо контакти організовані в папках, то ця структура папок не буде збережена під час імпорту файлу WAB. Однак усі контакти будуть збережені, - внаслідок чого деяким користувачам доведеться вручну відновлювати папки та переміщувати адреси на свої місця.
Рішення для версій Windows, які все ще використовують файли WAB, як адресну книгу, полягає в копіюванні, а не експорті/імпорті файлів WAB у потрібне місце. Це дозволяє зберігти структуру папок. На жаль, у Windows Live Mail це не працює, оскільки Windows Live Mail не використовує WAB.